# Box-office des films d'animation des studios Ghibli
 (décembre 2009).
Si vous disposez d'ouvrages ou d'articles de référence ou si vous connaissez des sites web de qualité traitant du thème abordé ici, merci de compléter l'article en donnant les références utiles à sa vérifiabilité et en les liant à la section « Notes et références ».
Cet article présente le box-office des films d'animation du studio Ghibli aux niveaux mondial, américain et français détaillés, de Paris et du Japon en dollars américains.

## Budgets
| Rang | Titre                         | Année | Budget en yens  | Budget en dollars |
| ---- | ----------------------------- | ----- | --------------- | ----------------- |
| 1    | Le Château ambulant           | 2005  | 2 618 703 600 ¥ | 26 462 588 $      |
| 2    | Princesse Mononoké            | 1997  | 2 350 000 000 ¥ | 23 747 278 $      |
| 3    | Le Voyage de Chihiro          | 2002  | 1 900 000 000 ¥ | 19 199 927 $      |
| 4    | Kiki la petite sorcière       | 1989  | 800 000 000 ¥   | 8 084 180 $       |
| 5    | Mon voisin Totoro             | 1988  | 304 221 364 ¥   | 3 074 225 $       |
| 6    | Nausicaä de la vallée du vent | 1984  | 98 972 200 ¥    | 1 000 136 $       |

Autres films : Ponyo sur la falaise (2009) et Le Château dans le ciel (1986).

## Box-office mondial
| Rang | Titre                | Année | Recettes      |
| ---- | -------------------- | ----- | ------------- |
| 1    | Le Voyage de Chihiro | 2002  | 274 925 095 $ |
| 2    | Le Château ambulant  | 2005  | 235 184 110 $ |
| 3    | Ponyo sur la falaise | 2009  | 199 460 313 $ |
| 4    | Princesse Mononoké   | 2000  | 159 375 308 $ |

## Box-office international
| Rang | Titre                | Année | Recettes      |
| ---- | -------------------- | ----- | ------------- |
| 1    | Le Voyage de Chihiro | 2002  | 264 869 236 $ |
| 2    | Le Château ambulant  | 2005  | 230 473 014 $ |
| 3    | Ponyo sur la falaise | 2009  | 184 369 914 $ |
| 4    | Princesse Mononoké   | 2000  | 157 000 000 $ |

## Box-office Japon
| Rang | Titre                         | Année | Nombre d'entrées     | Recettes en Yens | Notes |
| ---- | ----------------------------- | ----- | -------------------- | ---------------- | --- |
| 1    | Le Voyage de Chihiro          | 2001  | 23 000 000           | 29 900 000 000 ¥ | Deuxième plus grand succès de tous les temps au box-office japonais derrière Demon Slayer: Kimetsu no Yaiba - Le film : Le train de l'Infini. |
| 2    | Le Château ambulant           | 2005  | 14 000 000           | 18 448 418 080 ¥ | - |
| 3    | Ponyo sur la falaise          | 2009  | 15 244 000 (environ) | 17 760 000 000 ¥ | |
| 4    | Princesse Mononoké            | 2000  | 13 540 000           | 15 241 718 800 ¥ | - |
| 5    | La Colline aux coquelicots    | 2011  | 3 730 000 (environ)  | 4 357 874 629 ¥  | - |
| 6    | Kiki la petite sorcière       | 2004  | 2 640 619            | 2 170 000 000 ¥  | - |
| 7    | Nausicaä de la vallée du vent | 1984  | 915 000              | 742 000 000 ¥    | - |
| 8    | Mon voisin Totoro             | 1988  | 802 000              | 588 000 000 ¥    | - |
| 9    | Le Château dans le ciel       | 2003  | 774 271              | 583 000 000 ¥    | - |

## Box-office États-Unis
| Rang | Titre                                    | Année | Recettes     | Inflation    | Entrées   |
| ---- | ---------------------------------------- | ----- | ------------ | ------------ | --------- |
| 1    | Arrietty, le petit monde des chapardeurs | 2012  | 19 202 743 $ | 19 373 110 $ | 2 433 000 |
| 2    | Ponyo sur la falaise                     | 2009  | 15 090 399 $ | 16 729 746 $ | 2 101 000 |
| 3    | Le Voyage de Chihiro                     | 2002  | 10 055 859 $ | 14 142 162 $ | 1 776 000 |
| 4    | Le Château ambulant                      | 2005  | 4 711 096 $  | 6 038 700 $  | 758 000   |
| 5    | Princesse Mononoké                       | 1999  | 2 375 308 $  | 4 119 271 $  | 517 000   |
| 6    | Les Contes de Terremer                   | 2010  | 48 461 $     | 58 894 $     | 7 050     |

## Box-office France
| Rang | Titre                                    | Année | Entrées   |
| ---- | ---------------------------------------- | ----- | --------- |
| 1    | Le Garçon et le Héron                    | 2023  | 1 588 663 |
| 2    | Le Voyage de Chihiro                     | 2002  | 1 436 845 |
| 3    | Le Château ambulant                      | 2005  | 1 354 340 |
| 4    | Arrietty, le petit monde des chapardeurs | 2010  | 934 073   |
| 5    | Le Château dans le ciel                  | 2003  | 931 234   |
| 6    | Ponyo sur la falaise                     | 2009  | 906 455   |
| 7    | Le vent se lève                          | 2014  | 776 769   |
| 8    | Princesse Mononoké                       | 2000  | 688 663   |
| 9    | Kiki la petite sorcière                  | 2004  | 595 195   |
| 10   | Le Royaume des chats                     | 2003  | 474 088   |
| 11   | La Colline aux coquelicots               | 2012  | 425 905   |
| 12   | Mon voisin Totoro                        | 1999  | 374 452   |
| 13   | Nausicaä de la vallée du vent            | 1984  | 307 105   |
| 14   | Pompoko                                  | 2006  | 249 547   |
| 15   | Les Contes de Terremer                   | 2007  | 232 264   |
| 16   | Le Conte de la princesse Kaguya          | 2014  | 196 033   |
| 17   | Porco Rosso                              | 1995  | 167 793   |
| 18   | Panda Petit Panda                        | 2009  | 163 397   |
| 19   | Mes voisins les Yamada                   | 2001  | 56 057    |
| 20   | Le Tombeau des lucioles                  | 1996  | 29 718    |